# Овчарево (Травник)
Овчарево је насељено место у Босни и Херцеговини у општини Травник. Административно припада Федерацији Босне и Херцеговине, односно њеном Средњобосанском кантону. Према попису становништва из 2013. у насељу је било 496 становника, а већинску популацију чинили су Хрвати.

## Становништво
По последњем службеном попису становништва из 2013. године у овом насељу живело је 513 становника, а село је било етнички хомогено са већинском хрватском популацијом.
| Националност | 2013.        | 1991.        | 1981.        | 1971.        |
| Бошњаци      | —            | 0            | 0            | 2 (0,44%)    |
| Хрвати       | 495 (99,80%) | 560 (99,29%) | 442 (96,51%) | 383 (98,97%) |
| Срби         | —            | 0            | 1 (0,22%)    | 1 (0,26%)    |
| Југословени  | —            | 2 (0,35%)    | 9 (0,65%)    | 0            |
| Црногорци    | —            | 0            | 1 (0,21%)    | 3 (0,77%)    |
| остали       | 1 (0,20%)    | 2 (0,35%)    | 3 (0,65%)    | 0            |
| Укупно       | 496          | 564          | 458          | 387          |